# Окала
Окала (англ. Ocala) — місто (англ. city) в США, в окрузі Меріон на півночі штату Флорида, посеред Флоридського півострову, над притокою річки Сент-Джонс річкою Оклавага. Населення — 63 591 особа (2020); агломерації — 328 547 осіб (2009 рік).
Окалі була столицею народу Тімукуа. На їхній мові назва міста значить «Великий гамак». Місто зареєстроване 1869 року. Залізниця прокладена 1881 року.
Біля міста розташований Сілвер-Спринґс артезіанське джерело — одне з найбільших у світі.
Середньодобова температура липня — +28 °C, січня — +14 °C. Щорічні опади — 1260 мм з піком на червень-вересень місяці.
У Окалі знаходиться Аппелтон музей мистецтва.

## Географія
Окала розташована за координатами 29°10′49″ пн. ш. 82°8′56″ зх. д. / 29.18028° пн. ш. 82.14889° зх. д. (29.180314, -82.148787).  За даними Бюро перепису населення США в 2010 році місто мало площу 116,11 км², уся площа — суходіл.

### Клімат
| Клімат : Окала                        | Клімат : Окала | Клімат : Окала | Клімат : Окала | Клімат : Окала | Клімат : Окала | Клімат : Окала | Клімат : Окала | Клімат : Окала | Клімат : Окала | Клімат : Окала | Клімат : Окала | Клімат : Окала | Клімат : Окала |
| Показник                              | Січ.           | Лют.           | Бер.           | Квіт.          | Трав.          | Черв.          | Лип.           | Серп.          | Вер.           | Жовт.          | Лист.          | Груд.          | Рік            |
| Абсолютний максимум, °C               | 31,1           | 32,2           | 36,1           | 36,7           | 38,9           | 40,6           | 40,0           | 39,4           | 38,3           | 36,7           | 34,4           | 32,2           | 40,6           |
| Середній максимум, °C                 | 21,8           | 23,6           | 26,1           | 28,9           | 32,1           | 33,4           | 34,0           | 33,7           | 32,5           | 29,6           | 25,9           | 22,6           | 28,7           |
| Середній мінімум, °C                  | 7,1            | 8,6            | 10,9           | 13,4           | 17,3           | 20,9           | 21,9           | 22,0           | 20,7           | 16,6           | 11,9           | 8,3            | 15,0           |
| Абсолютний мінімум, °C                | −11,7          | −11,1          | −5             | −1,1           | 6,7            | 8,9            | 14,4           | 15,6           | 7,2            | 0,0            | −5,6           | −9,4           | −11,7          |
| Норма опадів, мм                      | 81             | 83             | 116            | 61             | 76             | 188            | 170            | 161            | 154            | 77             | 53             | 65             | 1285           |
| Днів з опадами                        | 8,5            | 7,7            | 8,0            | 5,6            | 6,5            | 14,5           | 15,4           | 17,5           | 12,3           | 7,8            | 6,5            | 7,1            | 117,4          |
| ------------------------------------- | -------------- | -------------- | -------------- | -------------- | -------------- | -------------- | -------------- | -------------- | -------------- | -------------- | -------------- | -------------- | -------------- |
| Джерело: NOAA (extremes 1893–present) |                |                |                |                |                |                |                |                |                |                |                |                |                |

## Демографія
Згідно з переписом 2010 року, у місті мешкало 56 315 осіб у 23 103 домогосподарствах у складі 13 456 родин. Густота населення становила 485 осіб/км².  Було 26764 помешкання (231/км²).
Расовий склад населення:
| - 70,7 % — білих - 20,9 % — чорних або афроамериканців - 2,6 % — азіатів - 0,3 % — корінних американців - 2,9 % — осіб інших рас |

До двох чи більше рас належало 2,4 %. Частка іспаномовних становила 11,7 % від усіх жителів.
За віковим діапазоном населення розподілялося таким чином: 22,4 % — особи молодші 18 років, 60,4 % — особи у віці 18—64 років, 17,2 % — особи у віці 65 років та старші. Медіана віку мешканця становила 38,2 року. На 100 осіб жіночої статі у місті припадало 90,8 чоловіків;  на 100 жінок у віці від 18 років та старших — 88,0 чоловіків також старших 18 років.
Середній дохід на одне домашнє господарство  становив 52 717 доларів США (медіана — 35 924), а середній дохід на одну сім'ю — 63 901 долар (медіана — 48 598). Медіана доходів становила 36 790 доларів для чоловіків та 31 746 доларів для жінок. За межею бідності перебувало 22,6 % осіб, у тому числі 32,9 % дітей у віці до 18 років та 12,0 % осіб у віці 65 років та старших.
Цивільне працевлаштоване населення становило 21 511 осіб. Основні галузі зайнятості: освіта, охорона здоров'я та соціальна допомога — 25,7 %, науковці, спеціалісти, менеджери — 12,8 %, роздрібна торгівля — 12,7 %.

## Галерея

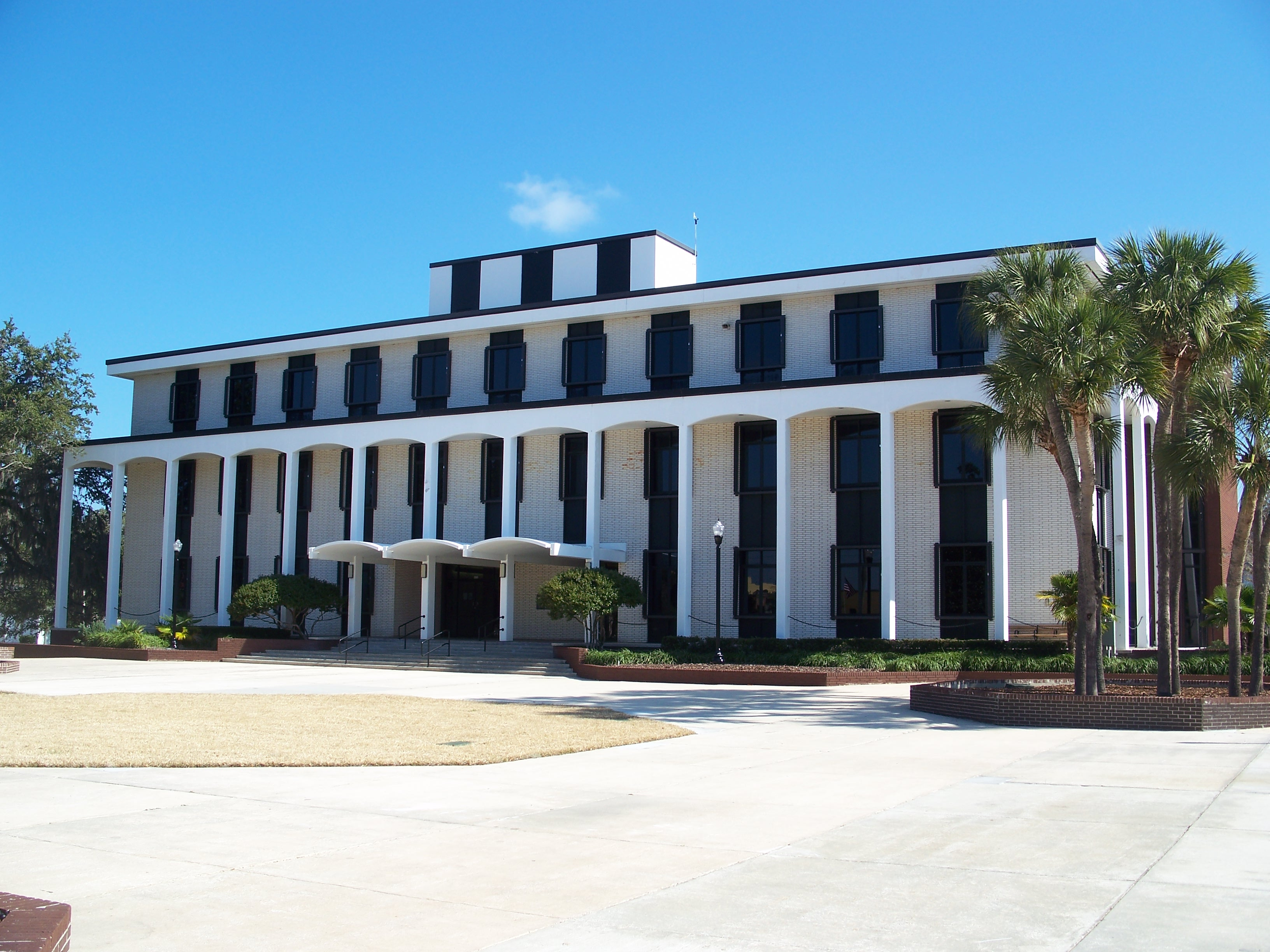
Мерія Окали
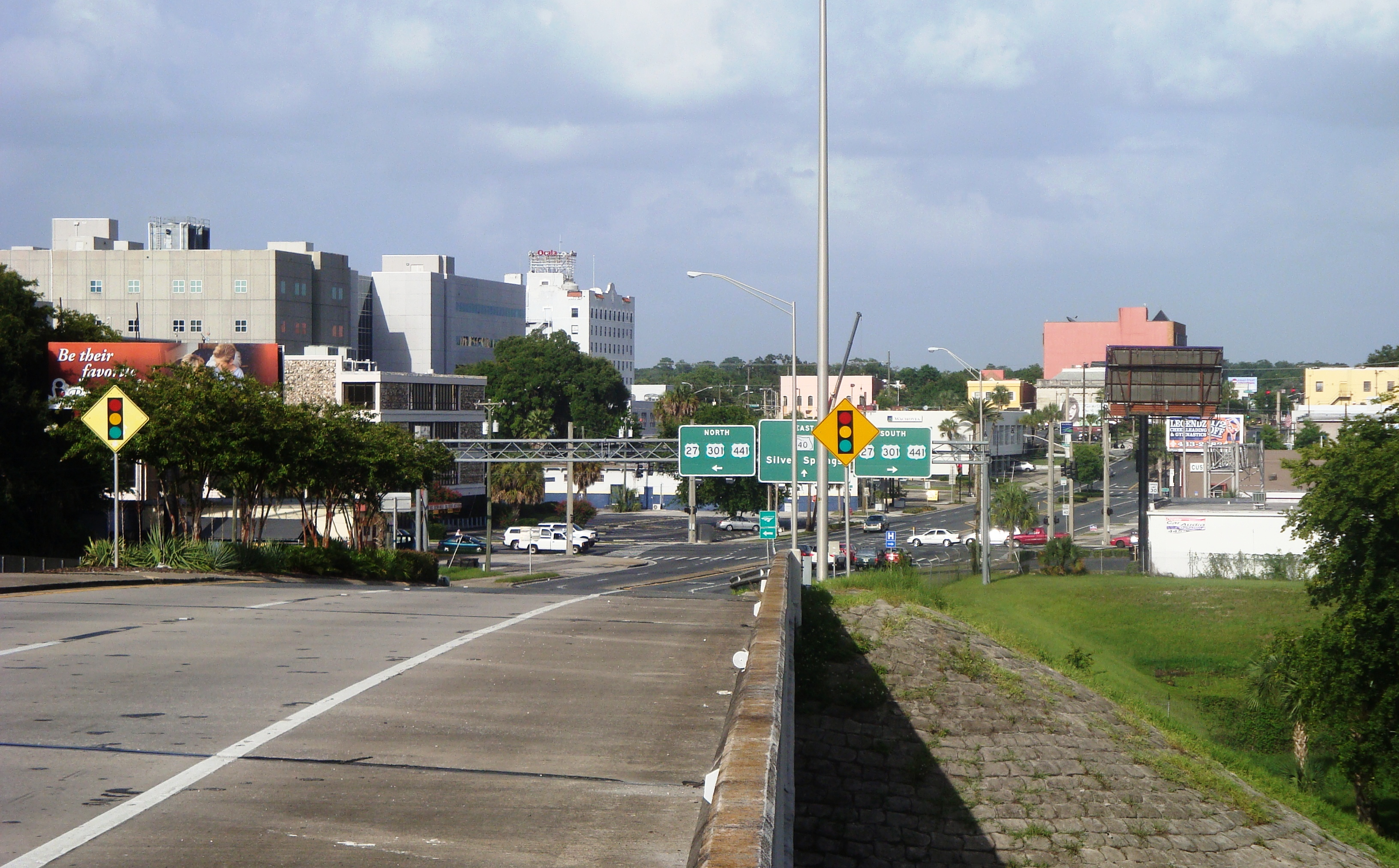
Автострада 40 у центрі міста
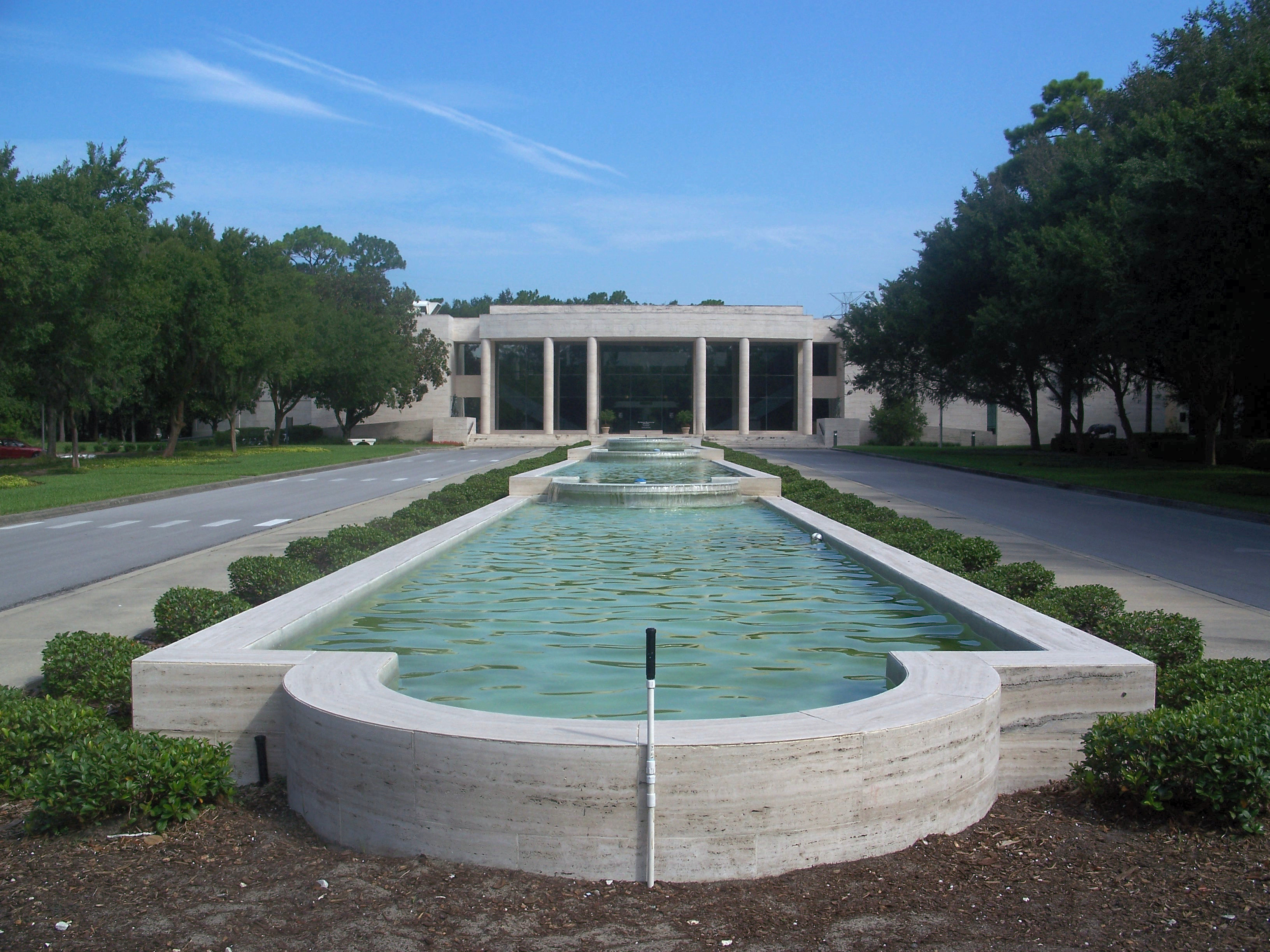
Окальський Аппелтон музей

## Відомі особистості
У поселенні народився:
- Бадді Маккей (* 1933) — американський політик.